# 稀惺かずと
稀惺 かずと（きしょう かずと、5月22日 - ）は、宝塚歌劇団星組に所属する男役スター。
東京都港区、日本女子大学附属高等学校出身。身長169cm。愛称は「つん」、「めぐみ」。

## 来歴
2017年、宝塚音楽学校入学。
2019年、音楽学校卒業後、宝塚歌劇団に105期生として入団。入団時の成績は11番。宙組公演「オーシャンズ11」で初舞台。その後、星組に配属。
2023年の「1789」で新人公演初主演。入団5年目での抜擢となった。
2025年5月、星組トップスター礼真琴の退団公演である「阿修羅城の瞳」で2度目の新人公演主演。

## 人物
父は元プロテニス選手の松岡修造、母はアナウンサーの田口惠美子、伯父は実業家の松岡宏泰、祖母は宝塚OGの千波静、高祖父は宝塚歌劇団の創設者でもある小林一三。

## 主な舞台

### 初舞台
- 2019年4 - 5月、宙組『オーシャンズ11』（宝塚大劇場のみ）

### 星組時代
- 2019年7 - 10月、『GOD OF STARS -食聖-』 - 新人公演：カメラマン（本役：遥斗勇帆）『Éclair Brillant（エクレール ブリアン）』
- 2020年2 - 3月、『眩耀（げんよう）の谷〜舞い降りた新星〜』 - 新人公演：プラト（本役：碧海さりお）『Ray-星の光線-』（宝塚大劇場）
- 2020年7 - 9月、『眩耀（げんよう）の谷〜舞い降りた新星〜』『Ray-星の光線-』（東京宝塚劇場）[注釈 2]
- 2020年11月、『エル・アルコン-鷹-』『Ray-星の光線-』（梅田芸術劇場）
- 2021年2 - 5月、『ロミオとジュリエット』[注釈 3]
- 2021年7月、『婆娑羅（ばさら）の玄孫（やしゃご）』（ドラマシティ・プレイハウス） - 真々
- 2021年9 - 12月、『柳生忍法帖』 - 新人公演：多聞坊（本役：天飛華音）『モアー・ダンディズム!』
- 2022年2月、『ザ・ジェントル・ライアー〜英国的、紳士と淑女のゲーム〜』（KAAT神奈川芸術劇場） - トミー・トラファド
- 2022年4 - 5月、『めぐり会いは再び next generation-真夜中の依頼人（ミッドナイト・ガールフレンド）-』 - カストル『Gran Cantante（グラン カンタンテ）!!』（宝塚大劇場）
- 2022年6 - 7月、『めぐり会いは再び next generation-真夜中の依頼人（ミッドナイト・ガールフレンド）-』 - カストル、新人公演：セシル・ピーター・ウェルズ（本役：天華えま）『Gran Cantante（グラン カンタンテ）!!』（東京宝塚劇場）
- 2022年9月、『モンテ・クリスト伯』 - アルベール『Gran Cantante（グラン カンタンテ）!!』（全国ツアー）
- 2022年11 - 2023年2月、『ディミトリ〜曙光に散る、紫の花〜』 - 新人公演：アヴァク・ザカリアン（本役：暁千星）『JAGUAR BEAT-ジャガービート-』
- 2023年4月、『Stella Voice』（バウホール）
- 2023年6 - 7月、『1789-バスティーユの恋人たち-』（宝塚大劇場） - ロワゼル[注釈 1][4]
- 2023年7 - 8月、『1789-バスティーユの恋人たち-』（東京宝塚劇場） - ロワゼル、新人公演：ロナン・マズリエ（本役：礼真琴） 新人公演初主演[4][5]
- 2023年10月、『My Last Joke-虚構に生きる-』（バウホール） - ナサニエル・P・ウィリス[5]
- 2024年1 - 2月、『RRR×TAKA"R"AZUKA〜√Bheem〜（アールアールアール バイ タカラヅカ〜ルートビーム〜）』 - ラッチュ『VIOLETOPIA（ヴィオレトピア）』（宝塚大劇場）
- 2024年2 - 4月、『RRR×TAKA"R"AZUKA〜√Bheem〜（アールアールアール バイ タカラヅカ〜ルートビーム〜）』 - ラッチュ、新人公演：ジェイク（本役：極美慎）『VIOLETOPIA（ヴィオレトピア）』（東京宝塚劇場）
- 2024年6月、『夜明けの光芒』（ドラマシティ・東京建物 Brillia HALL） - ハーバート・ポケット[9]
- 2024年8 - 12月、『記憶にございません!』 - 黒田篤彦、新人公演：柳友一郎（本役：美稀千種）『Tiara Azul-Destino-（ティアラ・アスール ディスティーノ）』
- 2025年1 - 2月、『にぎたつの海に月出づ』（バウホール） - 田村皇子
- 2025年4 - 8月、『阿修羅城の瞳』 - 安倍大黒、新人公演：病葉出門（本役：礼真琴）『エスペラント！』 新人公演主演[6][7]
- 2025年9 - 10月、『アレクサンダー』（宝塚バウホール・東京建物 Brillia HALL） - ヘファイスティオン
- 2026年1 - 4月、『恋する天動説／DYNAMIC NOVA』